# 新比洛科羅維奇

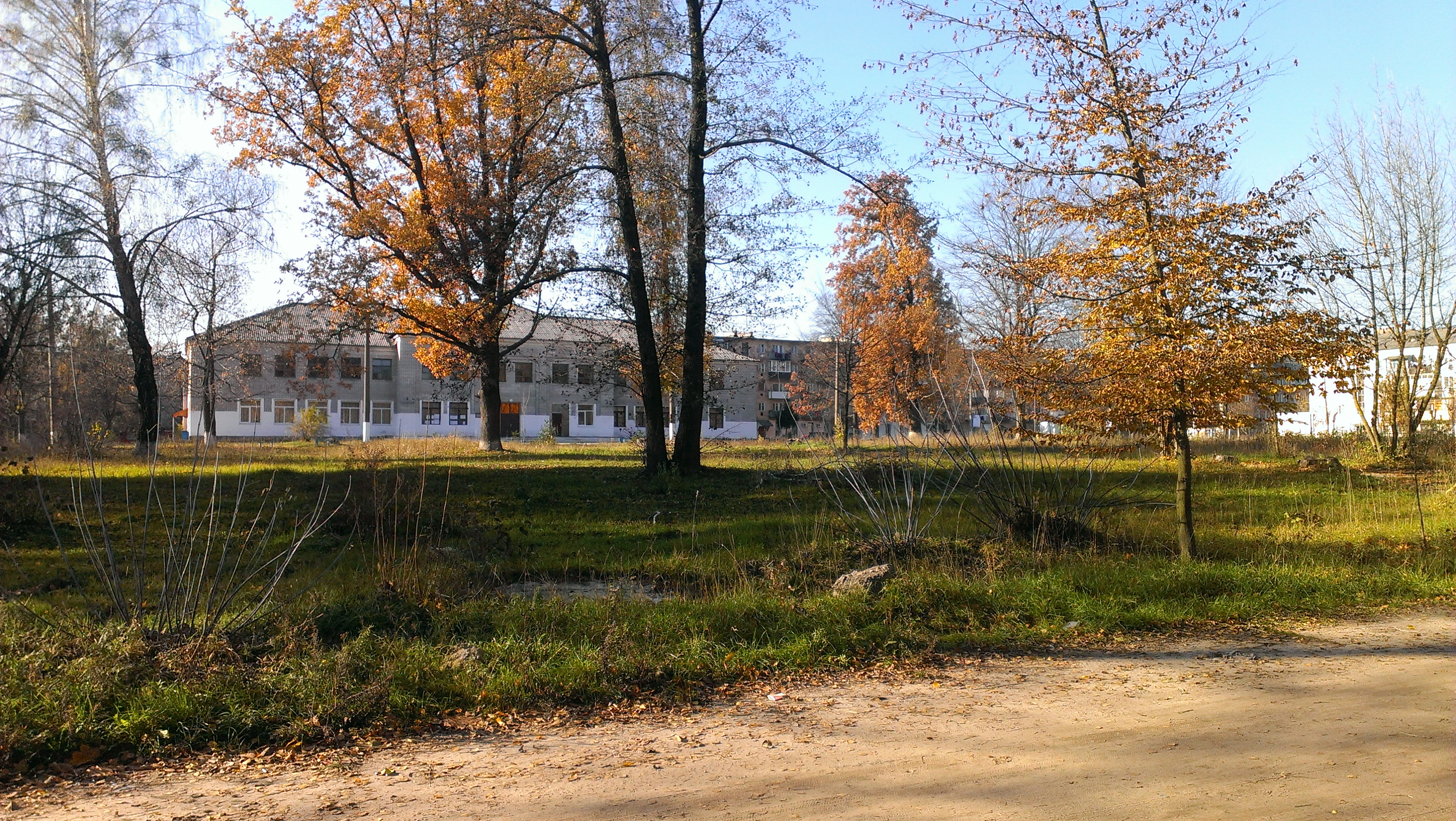
新比洛科羅維奇

新比洛科羅維奇（烏克蘭語：Нові Білокоровичі），又按俄语名译为新别洛科羅維奇，是烏克蘭北部日托米爾州科羅斯堅區比洛科罗维奇市镇内的市級鎮及其行政中心。處於熱雷夫河畔，始建於1901年，面積3.2平方公里，2001年人口3,370，人口密度每平方公里10.53人。